# Quebracho

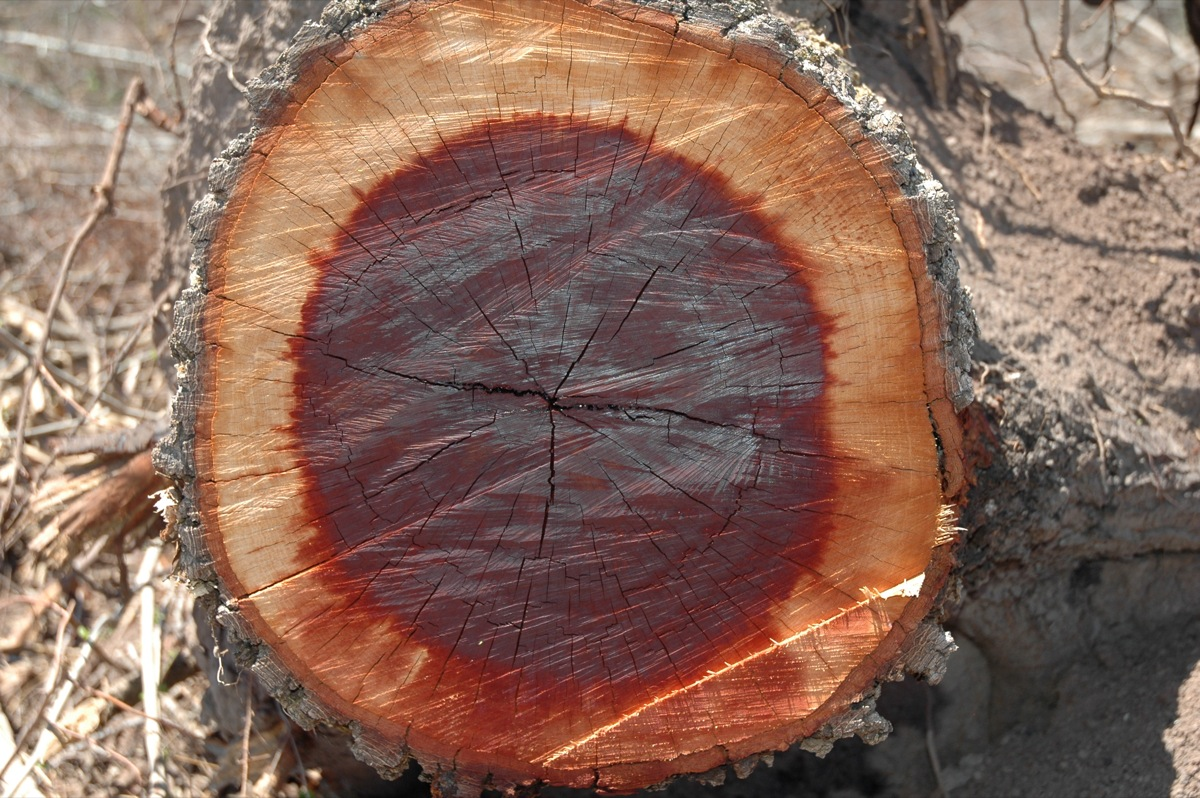
Quebracho coloradoträ (Schinopsis balansae)

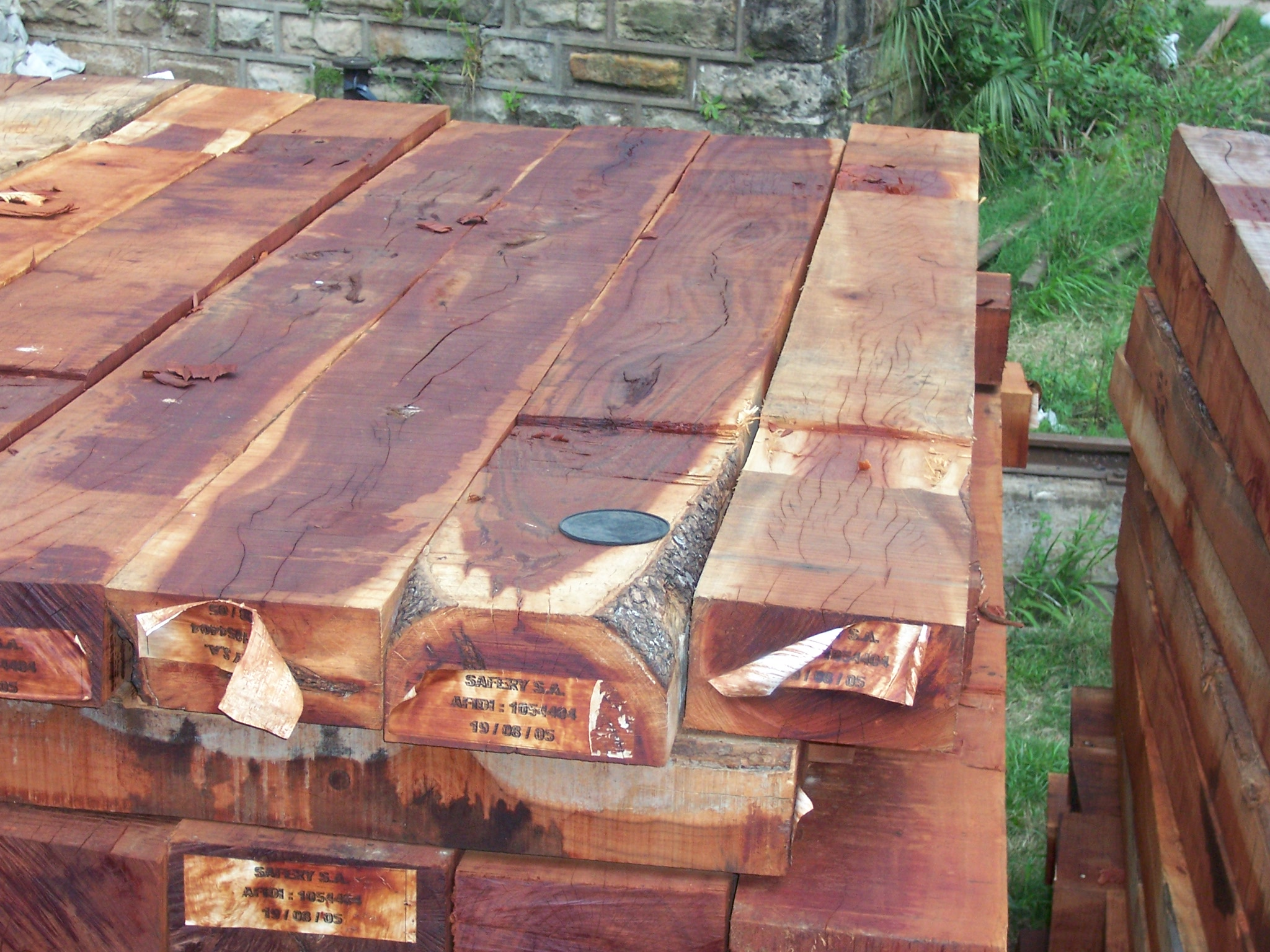
Träslipers av Quebracho colorado

Quebracho är veden av flera arter Aspidosperma och Schinopsis från Västindien samt Mellan- och Sydamerika, till exempel Aspidosperma vargasii, som också är känt under namnet västindisk buxbom.

## Egenskaper
Den färska snittytan i veden har en livligt gul färg, som så småningom mattas. Tvärsnitt i veden visar tydliga årsringar och märgstrålar. Veden är hård och tät, spjälkas lätt och kan ges vacker ytbehandling.
Vit quebracho fås av Aspidosperma quebracho från Argentina. Den liknar den föregående i färgen men har på ett tvärsnitt mera framträdande teckningar och större porer, samt är hård och svårkluven.
Röd quebracho är kärnveden av olika arter Schinopsis särskilt från Paraguay och Argentina. Veden har en röd-rosa färgton, men blir med tiden mörkare vid kontakt med luften. På ett tvärsnitt finns regelmässiga ljusa punkter och mörka tvärbälten. Den är mycket hård och tung och svår att bearbeta.

## Användning
Den gula och vita quebrachon används till framställning av träföremål och finsnickerier, medan den röda p.g.a. svår bearbetning används för grövre ändamål.
Felfri quebracho innehåller 18 – 20 % garvande ämnen och kommer därför till användning i garverier.